# David Paice

a Compétitions nationales et continentales officielles uniquement.

b Matchs officiels uniquement.
Dernière mise à jour le 6 septembre 2022.
David Paice, est né le 24 novembre 1983 à Darwin en Australie. C’est un joueur de rugby à XV anglais d'origine australienne, qui joue avec le club des London Irish, évoluant au poste de talonneur ou de pilier. 

## Biographie
Il commence le rugby en équipe de jeune avec le South RFC de Brisbane. Après avoir fini ses études, il part une année en Angleterre (Gap year). Il décide finalement d'y rester, et rejoint en 2003 l'académie des London Irish. Il joue quinze ans avec le club londonien, jusqu'à sa retraite sportive en 2018. Après être retourné vivre en Australie, il rechausse brièvement les crampons en octobre 2018 avec l'équipe de Brisbane City en NRC.

## Carrière

### En club
- 2003-2018 : London Irish
- 2018 : Brisbane City

### En sélection nationale
Il a honoré sa première cape le 14 juin 2008 à Auckland par une défaite 37-20 face à la Nouvelle-Zélande.

## Statistiques en équipe nationale
David Paice compte 8 sélections, entre sa première sélection le 14 juin 2008 face à la Nouvelle-Zélande, et sa dernière le 15 juin 2013 contre l'Argentine.